# خیابان فرهنگ
خیابان فرهنگ در منطقه ۲ شهرداری تهران واقع شده و از جنوب به خیابان مدیریت و از شمال به میدان فرهنگ منتهی می‌گردد.